# Thereva flavipilosa
Thereva flavipilosa är en tvåvingeart som beskrevs av Cole 1923. Thereva flavipilosa ingår i släktet Thereva och familjen stilettflugor.
Artens utbredningsområde är Kalifornien. Inga underarter finns listade i Catalogue of Life.